# 34.º distrito congresional de California
El 34.º distrito congresional es un distrito congresional que elige a un Representante para la Cámara de Representantes de los Estados Unidos por el estado de California.  Según la Oficina del Censo, en 2011 el distrito tenía una población de 641 110 habitantes. Actualmente el distrito está representado por el Demócrata Jimmy Gomez. El distrito incluye las comunidades dentro de la Ciudad de Los Ángeles: Eagle Rock, Highland Park, Glassell Park, Cypress Park, Mount Washington, Monterey Hills, University Hills, El Sereno, Lincoln Heights, Boyle Heights, Echo Park, Centro de Los Ángeles, Pico-Union, Koreatown y la comunidad no incorporada de City Terrace.

## Demografía
Según la Oficina del Censo de los Estados Unidos, en 2011 había 641 110 personas residiendo en el 34.º distrito congresional. De los 641 110 habitantes, el distrito estaba compuesto por 351 790 (54.9%) blancos; de esos, 342 243 (53.4%) eran blancos no latinos o hispanos. Además 29 238 (4.6%) eran afroamericanos o negros, 4 512 (0.7%) eran nativos de Alaska o amerindios, 40 478 (6.3%) eran asiáticos, 1 150 (0.2%) eran nativos de Hawái o isleños del Pacífico, 211 439 (33%) eran de otras razas y 12 050 (1.9%) pertenecían a dos o más razas. Del total de la población 511 444 (79.8%) eran hispanos o latinos de cualquier raza; 419 769 (65.5%) eran de ascendencia mexicana, 2 929 (0.5%) puertorriqueña y 4 692 (0.7%) cubana. Además del inglés, 4 702 (72.6%) personas mayor a cinco años de edad hablaban español perfectamente.
El número total de hogares en el distrito era de 181 357 y el 72.9% eran familias en la cual el 41.9 tenían menores de 18 años de edad viviendo con ellos. De todas las familias viviendo en el distrito, solamente el 43.9% eran matrimonios. Del total de hogares en el distrito, el 7.1 eran parejas que no estaban casadas, mientras que el 0.5% eran parejas del mismo sexo. El promedio de personas por hogar era de 3.43. 
En 2011 los ingresos medios por hogar en el distrito congresional eran de US$37 022, y los ingresos medios por familia eran de US$50 961. Los hogares que no formaban una familia tenían unos ingresos de US$49 094. El salario promedio de tiempo completo para los hombres era de US$28 746 frente a los US$27 538 para las mujeres. La renta per cápita para el distrito era de US$14 491. Alrededor del 23.3% de la población estaban por debajo del umbral de pobreza.